# Mitrapus heteropodus
Mitrapus heteropodus is een eenoogkreeftjessoort uit de familie van de Lernanthropidae. De wetenschappelijke naam van de soort is voor het eerst geldig gepubliceerd in 1933 door Yü.